# Петровский (рабочий посёлок, Тульская область)
Петровский — упразднённый рабочий посёлок Алексинского района Тульской области России. В 1958 году  включён в состав города Алексина.

## География
Находится на левом берегу реки Ока, ныне юго-западная часть города Алексина.

## История
Постановлением Президиума ВЦИК от 10 апреля 1932 г. в Московской области селение Петровское при Петровском машиностроительном заводе Алексинского района преобразовано в рабочий поселок с наименованием Петровский.
В 1948 году в состав рабочего посёлка включен посёлок Ново-Александровка, а в 1958 году поселок Новогородищенский.
12 июля 1958 г. Указом Президиума Верховного Совета РСФСР город Алексин Алексинского района отнесён к категории городов областного подчинения. Решением исполкома областного Совета депутатов трудящихся от 22 июля 1958 в черту города Алексина включены рабочие посёлки Высокое, Мышега и Петровский Алексинского района.

## Население
По данным переписи 1939 года в посёлке проживало 3145 человек, в том числе 1591 мужчин и 1554 женщин.